# Bion 6
Bion 6 (Бион 6, en ruso), también conocido como Cosmos 1514, fue el nombre de un satélite artificial soviético perteneciente a la serie de satélites Bion. Fue lanzado el 14 de diciembre de 1983 desde el cosmódromo de Plesetsk mediante un cohete Soyuz. Regresó a la Tierra el 19 de diciembre de 1983 y contó con la colaboración de Bulgaria, Hungría, la República Democrática de Alemania, Polonia, Rumanía, Checoslovaquia, Francia y los Estados Unidos.

## Objetivos
Bion 6 llevaba a bordo más de 60 experimentos. En él viajaban dos monos rhesus (ambos de unos tres años de edad y 4 kg de peso) con sensores implantados para monitorizar el flujo de sangre en la arteria carótida, entre otras pruebas, como el estudio de los cambios en el metabolismo del calcio. Fue la primera vez que la Unión Soviética lanzó primates en una de sus naves. También portaba 18 ratas preñadas que fueron utilizadas en experimentos relacionados con los efectos de la microgravedad y la radiación. Las ratas, una vez en tierra, produjeron camadas normales.

## Características
Bion 6 estaba basada, como todas las naves de la serie Bion, en los satélites de reconocimiento Zenit. La misión duró 5 días y la cápsula fue recuperada a 52°42′ de latitud norte y 62°48′ de longitud este.